# Esteban de Manuel
Esteban de Manuel Jerez (Barcelona, 29 de octubre de 1964) es un arquitecto, activista social y político español de Equo, partido por el que ha sido cabeza de lista por Sevilla a las elecciones generales de 2011, y candidato a la presidencia de Andalucía en las elecciones autonómicas de 2012. Fue coportavoz de Equo Andalucía entre 2012 y 2014 y ha sido candidato a la alcaldía de Sevilla por EQUO.

## Actividad profesional
Vivió su infancia y juventud en Granada, trasladándose a Sevilla en 1982 para estudiar Arquitectura. Se licenció en 1989 y al año siguiente comenzó a trabajar como profesor de la Escuela de Arquitectura de la Universidad de Sevilla, obteniendo en 2001 el doctorado. Desde 2004 es profesor titular de la Escuela de Arquitectura y desde 2007 dirige el Máster en Gestión Social del Hábitat en dicha universidad. En 2010 fundó la revista científica Hábitat y Sociedad.

## Actividad social
Entre 1986 y 1992 fue activista en la Campaña por la Justicia Norte-Sur. En 1993 fundó Arquitectura y Compromiso Social, una ONG que defiende el derecho a la vivienda y la ciudad. Entre 1999 y 2004 fue co-promotor de la Red Ciudadana "La Sevilla que Queremos", plataforma que buscaba involucrar a la ciudadanía en el urbanismo sevillano mediante la participación en la elaboración Plan General de Ordenación Urbana de Sevilla. En 2000 creó el Taller de Barrios para ofrecer ayuda técnica a los ciudadanos en el perfeccionamiento de sus barrios. Actualmente forma parte del proyecto CAT-MED, un programa financiado por los fondos de cohesión de la Unión Europea para la sostenibilidad de diversas ciudades mediterráneas. También se ha declarado participante activo en el movimiento popular 15-M.

## Actividad política en Equo
En Equo, actualmente Esteban de Manuel es el coportavoz de EQUO VERDES Andalucía, junto a Isabel Brito Cabeza, para el periodo 2019-2021; habiendo sido elegidos en la IV asamblea andaluza del partido celebrada en febrero de 2019. Anteriormente Esteban de Manuel fue coportavoz de Equo Andalucía entre 2012 y 2014, junto a Mar de Salas Quiroga y luego María Merello. También es coportavoz de la Mesa de coordinación de Sevilla y forma parte tanto de la Mesa de coordinación andaluza como de la Mesa Federal de Equo.
En septiembre de 2011 fue elegido de entre 12 candidatos, mediante primarias en las que participaron afiliados y simpatizantes, cabeza de lista de Equo a las elecciones generales de 2011, tras la renuncia de la candidata más votada, Itziar Aguirre. El 20 de noviembre Equo obtuvo 11 275 votos (1,06 % del total) en la circunscripción electoral de Sevilla, siendo el sexto partido más votado, pero sin que De Manuel consiguiera el acta de diputado.
En enero de 2012 Equo Andalucía eligió al candidato a la presidencia andaluza para las elecciones autonómicas de dicho año, que sería el cabeza de lista de Sevilla. De Manuel resultó elegido, con el 45,15 % de entre siete candidatos, entre ellos Mario Ortega, miembro de la comisión gestora de Equo. La votación se realizó a través de Internet y en ella participaron 392 afiliados y simpatizantes (un 19,48 % censado).
Finalmente, la candidatura de Equo Andalucía obtuvo en el conjunto de la comunidad autónoma 20 544 votos (0,53 %), siendo la sexta formación más votada pero sin conseguir representación parlamentaria. y perdiendo casi la mitad de los votos obtenidos en las anteriores generales (en las que obtuvo un 0,81 % de los votos). Respecto a las anteriores autonómicas Equo-Andalucía obtuvo un resultado ligeramente inferior al obtenido por Los Verdes (en las que obtuvo un 0,56 % y 5000 votos más). En la circunscripción de Sevilla, De Manuel obtuvo 7387 votos (0,77 %), lo que constituyó el mejor resultado de Equo en toda la comunidad. Tras las elecciones, De Manuel afirmó que con otra legislación electoral Equo hubiese obtenido representación.
En el I Congreso Equo (7 y 8 de julio de 2012, Madrid) Esteban de Manuel presidió la Comisión de trabajo de Estrategia, para el debate, consenso y votación sobre documentos relativos a economía y sociedad, democracia y derechos humanos, y sostenibilidad.
Ha participado en la "Asamblea Ciudadana de Sevilla" como coordinador de Equo Andalucía junto a representantes de colectivos políticos y sociales (ATTAC, 15M, Democracia 4.0, Ecologistas en Acción, Democracia Real Ya, Sindicato Andaluz de Trabajadores, Izquierda Anticapitalista, Primavera Andaluza, Candidatura de Unidad de los Trabajadores e Izquierda Unida Los Verdes-Convocatoria por Andalucía) para demandar una transición hacia un nuevo sistema político promovido por la ciudadanía en un frente electoral andaluz.
En las elecciones municipales de 2015 fue candidato a alcalde en la ciudad de Sevilla por el partido EQUO, en cuya candidatura se presentaban representantes del movimiento municipalista Ganemos Sevilla.